# Viggo Kihl
Richard Viggo Kihl (* 11. November 1882 in Kopenhagen; † 10. Juli 1945 in Toronto) war ein dänisch-kanadischer Pianist und Musikpädagoge.

## Leben
Kihl studierte Klavier in Kopenhagen und von 1898 bis 1901 bei Robert Teichmüller am Leipziger Konservatorium. 1901 debütierte er in Kopenhagen und unternahm eine Tournee durch Skandinavien. Ab 1907 unterrichtete er in London und trat in Konzerthallen wie der Royal Albert Hall, der Queen’s Hall und dem Crystal Palace auf. 1912 trat er bei einer Konzertreise in Europa und Südafrika auf. Auf Einladung von Augustus Vogt kam er 1913 nach Toronto und unterrichtete bis 1945 am Toronto Conservatory of Music. Zu seinen Schülern zählten u. a. Cora B. Ahrens, Mona Bates, Agnes Butcher, Arthur Gold, Weldon Kilburn, Gwendolyn Koldofsky, Ida Krehm, Mischa Meller und Florence Steinhauer.
Als Pianist tourte Kihl durch Kanada und die USA und gab jährlich Konzerte im Eaton Auditorium in Toronto. Mit dem Toronto Symphony Orchestra führte er Beethovens viertes und fünftes Klavierkonzert und Chopins erstes Klavierkonzert auf. Mozarts Konzert für drei Klaviere spielte er 1931 mit Ernest Seitz und Norman Wilks und 1934 mit Seitz und Alberto Guerrero. Als Kammermusiker arbeitete er u. a. mit Luigi von Kunits, Boris Hambourg, Harry Adaskin und Ferdinand Fillion zusammen. Mit Norah Drewett de Kresz, Alberto Guerrero, Ernest Seitz und Reginald Stewart bildete er 1926 das Five Piano Ensemble.
Kihl veröffentlichte Artikel über Pianisten, Klaviermusik und -technik in verschiedenen englischen und kanadischen Musikzeitschriften und verfasste einige Klaviertranskriptionen. Er war mit der Geigerin Ellen Marie Jaehnigen verheiratet.

## Quelle
- Viggo Kihl. In:  Encyclopedia of Music in Canada. herausgegeben von The Canadian Encyclopedia (englisch, französisch).

| Personendaten    | Personendaten                         |
| ---------------- | ------------------------------------- |
| NAME             | Kihl, Viggo                           |
| ALTERNATIVNAMEN  | Kihl, Richard Viggo                   |
| KURZBESCHREIBUNG | kanadischer Pianist und Musikpädagoge |
| GEBURTSDATUM     | 11. November 1882                     |
| GEBURTSORT       | Kopenhagen                            |
| STERBEDATUM      | 10. Juli 1945                         |
| STERBEORT        | Toronto                               |